# Casabermeja
Casabermeja é um município da Espanha na província de Málaga, comunidade autónoma da Andaluzia, de área 68 km² com população de 3421 habitantes (2004) e densidade populacional de 46,74 hab/km².

## Demografia
| Variação demográfica do município entre 1991 e 2007 | Variação demográfica do município entre 1991 e 2007 | Variação demográfica do município entre 1991 e 2007 | Variação demográfica do município entre 1991 e 2007 | Variação demográfica do município entre 1991 e 2007 |
| --------------------------------------------------- | --------------------------------------------------- | --------------------------------------------------- | --------------------------------------------------- | --------------------------------------------------- |
| 1991                                                | 1996                                                | 2001                                                | 2004                                                | 2007                                                |
| 3098                                                | 3034                                                | 2935                                                | 3127                                                | 3421                                                |